# Merlijn de Tovenaar
Merlijn de Tovenaar (Engels: The Sword in the Stone) is een Amerikaanse tekenfilm uit 1963 van Walt Disney Feature Animation. Het is de achttiende lange tekenfilm van Disney. Tevens was dit de laatste animatiefilm die Walt Disney nog persoonlijk produceerde.
Het verhaal van de film is gebaseerd op het boek The Sword in the Stone; het eerste deel uit de reeks The Once and Future King. Dit boek zelf is losjes gebaseerd op de legende van Koning Arthur.

## Verhaal
In het middeleeuwse Engeland heerst alom chaos sinds de koning is overleden, daar hij geen erfgenaam had. Diegene die een behekst zwaard uit een grote steen kan trekken wordt de nieuwe koning. Velen proberen het zwaard tevergeefs uit de steen te trekken, maar niemand lukt dit. Uiteindelijk besluit men dan maar een riddertoernooi te houden om het koningschap.
In een afgelegen kasteel woont een verlegen onhandige weesjongen, Wart. Hij wordt getraind om schildknaap te worden van de arrogante Kay, de zoon van Warts pleegvader Sir Ector. Kay bereidt zich voor op deelname aan het grote toernooi in Londen. Wanneer Wart de oude tovenaar Merlijn tegen het lijf loopt, ziet deze wel wat in hem. Merlijn besluit Wart te trainen.
Merlijn neemt zijn intrek in een vervallen toren en leert Wart via een aantal levenslessen het belang van kennis en intelligentie. Zo verandert hij Wart in onder meer een vis, een eekhoorn en een vogel. In deze gedaantes moet hij zich verweren tegen grotere en sterkere dieren, respectievelijk een snoek, een wolf en een havik. Door zijn hersens te gebruiken, én met hulp van Merlijns chagrijnige uil Archimedes, weet Wart de roofdieren te slim af te zijn. Sir Ector is daarentegen minder blij met Merlijn. Wart mag nu niet meer Kays schildknaap zijn, omdat Merlijn hem met 'zwarte magie' corrumpeert.
Als vogel wordt Wart gevangen door Madam Mim, een kwaadaardige heks en een concurrente van Merlijn. Zij probeert Wart ervan te overtuigen dat haar magie, die is gebaseerd op hebzucht, beter is dan die van Merlijn, die is gebaseerd op kennis. Wanneer Wart weigert haar te volgen, probeert Mim hem te doden door zich in een kat te veranderen. Wanneer de heks Wart te pakken heeft, pikt Wart haar uit boosheid in het gezicht. Hierdoor neemt Mim haar ware gedaante weer aan. Ze probeert Wart nu te doden door zijn nek om te draaien, maar Merlijn arriveert net op tijd.
Mim daagt Merlijn uit tot een toverduel, en Merlijn neemt deze uitdaging aan. De beide magiërs moeten elkaar proberen te vernietigen door elk afzonderlijk allerlei verschillende dierengedaantes aan te nemen en daarbij de zwakheden van de ander zoveel mogelijk zien te benutten. Er gelden enkele regels: men mag niet verdwijnen, en men mag zich alleen in echte dieren veranderen, dus niet in fantasiewezens zoals roze draken. Mim probeert te winnen door zich te veranderen in allerlei grote en sterke dieren, terwijl Merlijn haar steeds te slim af is door een gedaante te kiezen die precies inhaakt op het zwakke punt van Mims gedaante. Zo verandert Merlijn zich bijvoorbeeld in een muis als Mim een olifant is. Ten slotte verandert Mim zich, ondanks de eerder gemaakte afspraak, in een paarse draak. Als smoes beweert ze dat er niets was afgesproken over draken met deze kleur, slechts over roze draken. Merlijn op zijn beurt verslaat haar echter nu definitief, door zich in een bacterie te veranderen en haar te besmetten met een ziekte.
Thuisgekomen blijkt de positie van schildknaap weer open te staan en Sir Ector benoemt Wart opnieuw tot Kays schildknaap. Wanneer hij dit blij aan Merlijn vertelt, reageert de tovenaar vertoornd omdat Wart alsnog wapengekletter boven kennis kiest en 'nu niets anders is dan het sloofje van die luie Kay'. Wart gaat met hem in discussie en zegt dat dit voor hem al heel wat is en dat Merlijn de werkelijkheid niet onder ogen ziet. Merlijn is nu buiten zichzelf van woede en besluit helemaal uit de wereld waarin hij leeft te vertrekken. Hij lanceert zichzelf naar een afgelegen plek in de verre toekomst: het Bermuda van de 20e eeuw.
Wart gaat als schildknaap met Kay en Sir Ector mee naar Londen, waar het toernooi inmiddels in volle gang is. In een onbewaakt ogenblik trekt Wart het zwaard uit de steen. De mensen zien hem met het zwaard en geloven niet dat Wart het uit de steen getrokken kan hebben, maar als het zwaard wordt teruggestoken, herhaalt Wart het kunststukje terwijl grotere en sterkere mannen (waaronder Kay) falen. Wart wordt nu tot koning gekroond. Hij zit verdwaasd en bang in de troonzaal met Archimedes de uil, wanneer Merlijn plotsklaps terugkeert van het 20e-eeuwse Bermuda. Wart klaagt tegen Merlijn dat hij nu koning is. Merlijn antwoordt dat dit zijn bestemming is en dat Merlijn hem met dit doel had getraind. De film eindigt met een wat dapperdere Arthur op de troon met een enthousiast pratende Merlijn aan zijn zijde.

## Rolverdeling
| Engels        | Stem                                                 | Nederlands | Stem (1976)     |
| ------------- | ---------------------------------------------------- | ---------- | --------------- |
| Merlin        | Karl Swenson                                         | Merlijn    | Lex Goudsmit    |
| Wart          | Rickie Sorensen Richard Reitherman Robert Reitherman | Wart       | Pieter Verbiest |
| Sir Ector     | Sebastian Cabot                                      | Ector      | Coen Flink      |
| Archimedes    | Junius Matthews                                      | Archimedes | Ger Smit        |
| Kay           | Norman Alden                                         | Kay        | Edwin Rutten    |
| Pelinore      | Alan Napier                                          | Pelinore   | Edwin Rutten    |
| Mad Madam Mim | Martha Wentworth                                     | Madam Mim  | Tonny Huurdeman |
| Scuillie maid | Barbara Jo Allen                                     | Keukenmeid | Tonny Huurdeman |
| Black Bart    | Thurl Ravenscroft                                    | Black Bart | Ger Smit        |

## Achtergrond

### Animatie
De film hergebruikt enkele scènes uit eerdere Disneyfilms. Zo is het hert waar Kay in het begin van de film op probeert te schieten gerecycled beeldmateriaal van Bambi's moeder uit de film Bambi. Een scène waarin Sir Ector Kay per ongeluk neerslaat is qua opzet identiek aan hoe Jasper en Horace elkaar neerslaan in een scène uit de film 101 Dalmatiërs.
Beeldmateriaal uit deze film werd later eveneens hergebruikt in andere films. Zo is de scène waarin Wart wordt gelikt door de kasteelhonden ook gebruikt in Jungle Boek. De scène waarin Wart als eekhoorn van boom naar boom springt werd opnieuw gebruikt in Frank en Frey. De scene waarin Merlijn met boos gezicht een pijp zit te roken was eerder te zien in 101 Dalmatiers waarin Roger een pijp rookt met boos gezicht.

### Muziek
- "The Sword in the Stone"
- "Higitus Figitus"
- "That's What Makes the World Go Round"
- "A Most Befuddling Thing"
- "Mad Madame Mim"
- "Blue Oak Tree"

### Ontvangst
De film was financieel een groot succes. Het was de op vijf na best verkopende film van 1963. Britse critici waren meer te spreken over de film dan Amerikaanse critici, die van mening waren dat het verhaal te veel humor bevatte en een dun verhaal. Toch hadden ook Britse critici enkele punten van kritiek, zoals het feit dat Merlijn te veel als een stuntelaar zou zijn uitgebeeld en dat Wart een erg Amerikaans accent had voor een Britse middeleeuwse jongen.

## Prijzen en nominaties
- In 1964 werd Merlijn de Tovenaar genomineerd voor een Oscar in de categorie Beste muziek (George Bruns)

## Trivia
- De naam Wart is een afkorting van Arthur, een rechtstreekse verwijzing naar koning Arthur.
- Wolfgang Reitherman regisseerde behalve deze film ook nog een aantal andere Disney-klassiekers: Doornroosje (1959), 101 Dalmatiërs (1961), Jungle Boek (1967), De Aristokatten (1970), Robin Hood (1973), Het Grote Verhaal van Winnie de Poeh (1977) en De Reddertjes (1977).
- De tekenaar Bill Peet gaf aan Merlijn de neus van Walt Disney.
- Madam Mim kreeg later haar eigen serie verhalen, die onder meer in het weekblad Donald Duck zijn verschenen. Hier heeft ze steeds haar in het Nederlands vertaalde naam, Madam Mikmak. Deze verhalen spelen zich, in tegenstelling tot de film, af in de moderne tijd. Ook heeft ze hier vooral in de latere verhalen een veel vriendelijker karakter.